# Turmbläserbrunnen (Bremen)

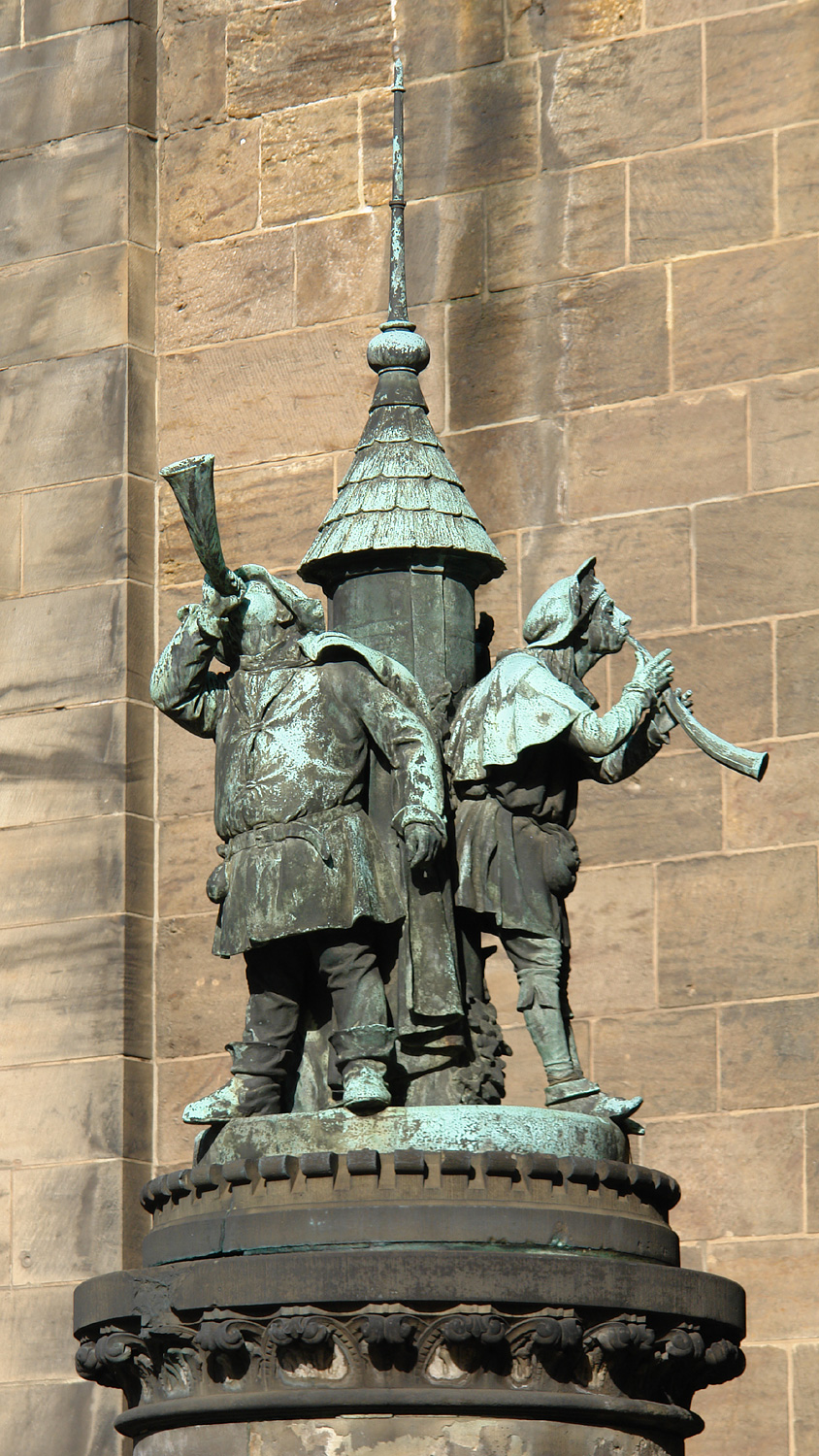
Der Turmbläserbrunnen von 1899 in Bremen

Der Turmbläserbrunnen ist eine mit drei musizierenden Bläsern geschmückte Brunnensäule in Bremen vor der Südseite der Türme des Doms. Sie wurde mit ihrer bronzenen Skulpturengruppe von Max Dennert 1899 aufgestellt.
Der Brunnen steht seit 1973 unter Bremer Denkmalschutz.

## Geschichte
Der Brunnen geht zurück auf eine bis etwa 1861 auf der anderen Straßenseite stehende Pumpe, den alten Wilhadibrunnen, der 1861 dem Bau der Neuen Börse weichen musste. Sein Wasser wurde zu einer neuen Pumpe am Domsüdturm umgeleitet. Diese wurde 1899 im Zusammenhang mit dem Abschluss der Restaurierung der Domtürme ebenfalls aufgewertet, indem die Wasserentnahmevorrichtung in einem neuromanischen, mit gotischen Strebepfeilern gegliederten Rundpfeiler versteckt wurde. Er dient zugleich als Sockel für eine bronzene Figurengruppe, die drei frühneuzeitlich gekleidete Spielleute mit ihren Blasinstrumenten zeigt. Den Steinsockel entwarf Dombaumeister Ernst Ehrhardt, die Bläsergruppe modellierte der Berliner Bildhauer Max Dennert. Stifter des Ganzen war wieder der Bremer Kaufmann Franz Schütte, der schon die Domrestaurierung sehr gefördert hatte.
1929 wurde das kleine Monument noch einmal wegen des Neubaus der Glocke um wenige Meter an den Dom herangerückt, auch weil es schon seit einiger Zeit nicht mehr der Wasserentnahme diente. 1942 wanderte die Bronzeskulptur für die Kriegswirtschaft in den Schmelzofen, doch von dem noch vorhandenen Gipsmodell wurde am 3. Oktober 1956 (auf Drängen der Bevölkerung und gegen den Widerstand der Baudeputation) ein Nachguss aufgestellt. Eine 1899 datierte Windfahne des Brunnens befindet sich heute im Focke-Museum.

### Turmbläser in Bremen
Wie auch in anderen Städten sind Turmbläser in Bremen schon seit dem Ende des Mittelalters nachweisbar. Es waren städtische Bedienstete, die eine Unterkunft im Turm hatten und die Stadt vor Feuer und Gefahr warnen sollten. Der zu den Ratsmusikern zählende „tornepieper“ versah seinen Dienst im Turm der Ansgariikirche, dem höchsten der Stadt. Am Dom beginnt erst 1737 die Tradition, auf einem Turm an Sonntagvormittagen nach den Gottesdiensten Choräle zu spielen, sie brach aber schon im 18. Jahrhundert wieder ab. Erst neuerdings wird der Brauch, von der Aussichtsplattform des Südturmes herab einige auf Posaunen gespielte Choräle, Quartette, Fugen oder Volkslieder hören zu lassen, wieder fortgesetzt.